# Leonardo de Moura
Leonardo de Moura ist ein Informatiker und Entwickler des Z3 Theorem Prover und des Lean Beweisassistent während seiner Zeit bei Microsoft Research. Er arbeitet aktuell bei Amazon Web Services und ist der Chef-Softwarearchitekt bei Lean FRO.
Er studierte Informatik an der Pontifícia Universidade Católica do Rio de Janeiro (PUC-Rio), wo er 1996 den M.Sc. mit der Arbeit „Um sistema de programação visual“ erlangte. Er promovierte (D.Sc.) im Februar 2000 mit einer Dissertation über die formale Analyse und Verifikation von Programmen unter der Betreuung von Carlos José Pereira de Lucena.

## Beruflicher Werdegang
Nach einer Tätigkeit als Computer Scientist am SRI International wechselte de Moura 2006 zu Microsoft Research in die RiSE-Gruppe, wo er u. a. den SMT-Solver Z3 und den Beweisassistenten Lean entwickelte. 2023 trat er der Automated Reasoning Group von Amazon Web Services bei und ist zugleich Chief Architect der Lean Focused Research Organization, einer Non-Profit-Organisation zur Weiterentwicklung von Lean.

## Forschung und Softwareprojekte
De Moura ist Hauptentwickler mehrerer Werkzeuge des automatisierten Schließens und der formalen Verifikation:
- Lean, ein interaktiver Beweisassistent und Programmiersprache, initialisiert 2013 bei Microsoft Research, mit Lean 4 seit 2021.
- Z3, ein ein effizienter SMT-Solver für die Satisfiability Modulo Theories.
- Beiträge zu Yices 1.0 und zum Symbolic Analysis Laboratory (SAL).

Seine Forschungsschwerpunkte liegen in der Entwicklung von Entscheidungsverfahren wie DPLL(T), Quantorenbehandlung (u. a. effizientes E-Matching) und der Kombination interaktiver und automatischer Beweisverfahren.

## Auszeichnungen
- 2010: Haifa Verification Conference Award
- 2014: TACAS „Most Influential Tool Paper (20 Jahre)“ für Z3: An Efficient SMT Solver
- 2015: ACM SIGPLAN Programming Languages Software Award für Z3
- 2017: Skolem Award für Efficient E-Matching for SMT Solvers
- 2018: ETAPS Test of Time Award für Z3: An Efficient SMT Solver
- 2019: Herbrand Award (mit Nikolaj Bjørner) für Beiträge zum SMT-Lösen
- 2021: CAV Award für Pionierleistungen im Bereich SMT
- 2025: ACM SIGPLAN Programming Languages Software Award für Lean
- 2025: Skolem Award für The Lean Theorem Prover (System Description)

## Veröffentlichungen (Auswahl)
- L. de Moura, N. Bjørner: Z3: An Efficient SMT Solver. In: TACAS 2008.
- L. de Moura, S. Kong, J. Avigad, F. van Doorn, J. von Raumer: The Lean Theorem Prover (System Description). In: CADE-25, 2015.
- L. de Moura, S. Ullrich: The Lean 4 theorem prover and programming language. In: CADE-28, 2021.